# Кіщак Іван Теодорович
Іва́н Теодо́рович Кіща́к (нар. 8 квітня 1955) — декан факультету економіки Миколаївського національного університету імені В. О. Сухомлинського, доктор економічних наук, професор.

### Науково-педагогічний шлях
У 1980 році закінчив з відзнакою Одеський сільськогосподарський інститут. У 1990 році захистив кандидатську дисертацію на здобуття наукового ступеню кандидата технічних наук. У 1994 році Кіщаку Івану Теодоровичу було присвоєно вчене звання доцента.
У 2008 році захистив дисертацію на ступінь доктора економічних наук за спеціальністю «економіка та управління національним господарством». У 2011 році було присвоєне вчене звання професора по кафедрі економіки та менеджменту.

### Наукова та освітня діяльність
Автор більш ніж 150 наукових праць, у тому числі 5-х навчальних посібників, 3-х монографій, авторського свідоцтва на винахід.
Керівник кафедральної науково-дослідної теми «Комплексний вплив зовнішньоекономічних зв'язків на формування економіко-виробничого потенціалу південного регіону України».
Кіщак Іван Теодорович є науковим керівником численних аспірантів та здобувачів ступеня кандидата економічних наук та консультантом — докторантів.
Член спеціалізованої вченої ради із захисту докторських та кандидатських дисертацій (Миколаївський національний аграрний університет).

## Нагороди
- Заслужений діяч науки і техніки України[2]